# To Love Somebody
"To Love Somebody" var Bee Gees andra singel från deras debutalbum Bee Gees 1st. Bee Gees manager, Robert Stigwood, ville att Barry Gibb skulle skriva en soullåt åt Otis Redding. Barry och Robin Gibb skrev "To Love Somebody", en soulig ballad i samma stil som Sam & Dave eller The Rascals. Redding dog i en flygplansolycka innan han hann spela in låten, men Bee Gees bestämde sig för att ta med låten på sin egen skiva som kom ut 1967. Singeln nådde plats 17 i USA och plats 41 i Storbritannien.
"To Love Somebody" har blivit en popstandard, inspelad i otaliga coverversioner. Mest kända är troligen Nina Simones och Janis Joplins versioner, båda två från 1969. Andra artister som spelat in låten är Rod Stewart, The Animals, The Flying Burrito Brothers, Billy Corgan, Bonnie Tyler, Jimmy Somerville, Tom Jones, Simply Red, Mule, Blue Rodeo, Jimmy Barnes, Michael Bolton, Michael Bublé, Slobberbone, Gallon Drunk, Silver Ginger 5, och Benjamin Ingrosso tillsammans med Carola.

### Fotnoter
1. ↑  Discogs.com. ”Bee Gees - To Love Somebody (original)”. http://www.discogs.com/Bee-Gees-The-To-Love-Somebody/master/20946.
2. ↑  ”Mule (band)” (på engelska). Wikipedia. 2018-07-29. https://en.wikipedia.org/w/index.php?title=Mule_(band)&oldid=852553285. Läst 8 september 2018.